# Берёзовка (Омский район)
Берёзовка — деревня в Омском районе Омской области России. Входит в состав Калининского сельского поселения.

## География
Населённый пункт находится на юге центральной части Омской области, в лесостепной зоне, в пределах Барабинской низменности, на расстоянии примерно 18 километров (по прямой) к юго-юго-востоку (SSE) от посёлка Ростовка, административного центра района. Абсолютная высота — 117 метров над уровнем моря.

### Часовой пояс
Деревня Березовка, как и вся Омская область, находится в часовой зоне МСК+3. Смещение применяемого времени относительно UTC составляет +6:00.

## Население
| 2006 | 2010 |
| ---- | ---- |
| 6    | ↘3   |

Гендерный состав
По данным Всероссийской переписи населения 2010 года в гендерной структуре населения мужчины составляли 66,7 %, женщины — соответственно 33,3 %.
Национальный состав
Согласно результатам переписи 2002 года, в национальной структуре населения русские составляли 81 % из 16 чел.

## Улицы
Уличная сеть деревни состоит из одной улицы (ул. Зелёная).